# Sandu D. Barbu
Sandu D Barbu (n. 1 iulie 1932 Cervenia, județul Teleorman) este un inginer electroenergetician și prozator român. 
A lucrat la IRE Pitești ca inginer, șef de serviciu UEE, șef de secție PRAM, inginer-șef, director adjunct investiții-dezvoltare și director tehnic dezvoltare. A coordonat studii și proiecte din sistemul electroenergetic, a scris articole în buletinele informative din sector cu teme ca: Teleconducerea stațiilor de transformare prin calculator de proces, Recuperarea căldurii de la transformatoarele de putere, Telemecanizarea stațiilor electrice. Este autor a peste 60 de inovații și 5 invenții, între care Ridicarea și interpretarea diagramelor vectoriale ale tensiunilor și curenților, Verificarea releelor de distanță, Verificarea montajului contoarelor cu instalațiile în funcțiune, Transportul energiei prin ghid de microunde.

## Activitate literară
- Lumea Burnazului, roman[4][5]
- Lume'n Schimbare, roman[6]
- Lume în Migrație, roman[7]
- Lumea Prometeilor, roman[8]
- Lumea Făurarilor, roman[9]
- Lumea Epocii de Aur, roman[10]